# Kasan Doddi, Manvi
Kasan Doddi là một làng thuộc tehsil Manvi, huyện Raichur, bang Karnataka, Ấn Độ.